# 岳西县
岳西县是中國安徽省安庆市下辖的一个县。2006年被安徽省列为12个享有省辖市部分经济社会管理权限的试点县市之一。区域总面积为2398平方公里，常住总人口約33万。县人民政府驻天堂镇。

## 行政区划
岳西县下辖14个镇、10个乡：
天堂镇、店前镇、来榜镇、菖蒲镇、头陀镇、白帽镇、温泉镇、响肠镇、河图镇、五河镇、主簿镇、冶溪镇、黄尾镇、中关镇、毛尖山乡、莲云乡、青天乡、包家乡、古坊乡、田头乡、石关乡、姚河乡、和平乡、巍岭乡和安徽岳西县经济开发区。

## 人口民族
根据岳西县第七次全国人口普查结果，现将2020年11月1日零时，全县常住人口为323837人，与2010年岳西县第六次全国人口普查的321636人相比，增加2201人，增长0.68%，年平均增长0.07%。

## 历史沿革
1936年，省政府划分本省安庆市的潜山县、太湖县，以及六安市的舒城县、霍山县四个县的结合部设置岳西县。

## 县名由来争议
目前对该县县名由来尚有争议。主要有两种说法。
其一根据民国37年版《中华年鉴》下册第779页记载：“中央为彻底绥靖地方，特将鄂豫皖边区之金家寨置为立煌县，瓦屋岭置为岳西县(属皖省)，新集置为经扶县(属豫省)，汪洋店置为礼山县(属鄂省)，以办理善后，立煌为表彰卫立煌之战功，岳西为纪念剿共殉职之岳维峻(西峰)，而经扶则为表彰刘峙之功勋。”据此记载，可见岳西县名为纪念岳维峻将军所命名。
另一说法主要为中国共产党官方所认可。其所认为岳西县因在“潜岳（天柱山）之西”，而因名。但岳西之「岳」不寫作五嶽的「嶽」，應是簡化字後重新解釋。

## 交通
济广高速
 沪武高速
 318国道
 105国道
 529国道

## 特产
- 岳西桑皮纸：中国地理标志产品。以岳西县境内毛尖山乡地区为主生长的桑树的皮为原料，经过30多道传统手工工艺制造而成的特种纸张。
- 岳西翠兰、岳西茭白：中国地理标志产品。
- 蚕桑是岳西传统支柱产业，也是岳西十大扶贫产业之一。2019年，全县桑园面积达7.5万亩，全县有1.67万养蚕农户，2018年产鲜茧3553吨，产值1.51亿元。自2009年始，生产规模连续10年位居安徽省第一。2019年42月，中国蚕学会授予岳西县“中国蚕桑之乡”称号。

## 图集